# Melkefoss kraftverk
Melkefoss kraftverk (ryska:Мелькефосс) är ett norskt vattenkraftverk i Pasvikälven vid Skogvatn, nedströms Skogfoss kraftverk, i Sør-Varanger kommun i Finnmark fylke.
Norges regering beslöt den 25 juni 1976 att tillåta utbyggnad av Melkefoss, som var den då sista outnyttjade forsen i Pasvik älv, efter omfattande lokala protester.
Melkefoss kraftverk invigdes 1978. Det ägs och drivs av det norska energiföretaget Pasvik Kraft. Själva kraftverket ligger på den västra sidan av älven. En bit av dammen ligger på den ryska sidan av gränsen. Det finns ett avtal mellan länderna om byggnad av kraftverk trots att gränsen går mitt i älven.
Kraftverket utnyttjar ett fall på tio meter i älven. Det har en kaplanturbin med en installerad effekt av 22 MW.